# 下泰利烏庫鄉
45°43′N 22°53′E / 45.717°N 22.883°E
下泰利烏庫鄉（羅馬尼亞語：Comuna Teliucu Inferior, Hunedoara），是羅馬尼亞的鄉份，位於該國西部，由胡內多阿拉縣負責管轄，面積252平方公里，海拔高度342米，2007年人口2,479，人口密度每平方公里10人。